# 아사고정
아사고정(朝来町)은 효고현 중북부에 있던 아사고군의 정이다.
2005년 4월 1일에 동군 산토정, 이쿠노정, 와다야마정과 합병해 아사고시가 되어 소멸하였다.

## 역사
- 1954년 3월 31일 - 야마구치촌, 나카가와촌이 합병해 성립하였다.
- 2005년 4월 1일 - 산토정, 이쿠노정, 와다야마정과 합병해 아사고시가 성립하였다. 동일 아사고정은 폐지되었다.

## 교통

### 철도
- 서일본 여객철도
  - 반탄 선

### 도로
- 국도 제312호선 (일본)(일본어판)
- 국도 제429호선 (일본)(일본어판)